# Creepshow III
Creepshow III  este un film de groază de antologie din 2006 regizat de Ana Clavell și James Dudelson.

## Distribuție
"Alice"
- Stephanie Pettee - Alice
- Simon Burzynski - Harry the Postman
- Rami Rank - Neighbor
- Derek Schachter - Neighbor's Kid
- Snowball - Alice (Rabbit Form)

Alice family #1
- Roy Abramsohn - Alice's father/ Detective Jacobs
- Susan Schramm - Alice's mother Susan Schramm imdb
- Bunny Gibson - Alice's grandmother/ Dean Thompson
- Matt Fromm - Jesse

Alice family #2
- Nathan Kirkland - Alice's father
- Selma Pinkard - Alice's mother
- Kalena Knox - Alice's grandmother
- Brian Jacobs - Jesse

Alice family #3
- Leonardo Millan - Alice's father
- Magi Avila - Nurse Jacobs/ Alice's mother
- Margarita Lugo - Alice's grandmother
- Robert Gonzalez - Jesse

"The Radio"
- A. J. Bowen - Jerry
- Elina Madison - Eva
- Akil Wingate - Leon
- Cara Cameron - The Radio
- Elwood Carlisle - Legless the Homeless Man
- Justin Smith - Ronald
- Karen Agnes - Sherry the Hooker
- James Dudelson - TV-operator
- Scott Dudelson - Passed-out Junkie

"Call Girl"
- Camille Lacey - Rachel
- Ryan Carty - Victor
- Moya Nkruma - Street Girl
- Eileen Dietz - Claire the Homeless Woman
- Pablo Pappano - Fat Joe
- Frank Pappano - Father
- Margaret Pappano - Mother

"The Professor's Wife"
- Emmet McGuire - Professor Dayton
- Bo Kresic - Kathy
- Michael Madrid - Charles
- Ben Pronsky - John
- Joseph Russo - Father Russo

"Haunted Dog"
- Kris Allen - Dr. Farewell
- Ed Dyer - Cliffie
- Leigh Rose - Mrs. Lensington
- Dean Dinning - Stephan Rhodes
- Katherine Barber - Dusty Rhodes
- John C. Larkin - Security Guard
- Mike Dalager - Dr. McKinney
- April Wade - Nurse
- Greg McDougall - Hot Dog Man/Creep
- Andre Dupont - Ambulance Attendant-1
- Christopher Estes - Ambulance Attendant-2
- Dean Battaglia - Dino